# Discografia de King Diamond
Discografia e videografia completa de King Diamond.

## Álbuns

### Álbuns de estúdio
| 1986                                                                            | Fatal Portrait - Lançamento: 17 de fevereiro - Gravadora: Roadrunner - Formato: CD, CS, LP         | —   | 33 | —  | —  |
| 1987                                                                            | Abigail - Lançamento: 21 de outubro - Gravadora: Roadrunner - Formato: CD, CS, LP                  | 123 | 39 | —  | 68 |
| 1988                                                                            | "Them" - Lançamento: 13 de setembro - Gravadora: Roadrunner - Formato: CD, CS, LP                  | 89  | 38 | —  | 65 |
| 1989                                                                            | Conspiracy - Lançamento: 21 de agosto - Gravadora: Roadrunner - Formato: CD, CS, LP                | 111 | 41 | —  | 64 |
| 1990                                                                            | The Eye - Lançamento: 20 de outubro - Gravadora: Roadrunner - Formato: CD, CS, LP                  | 179 | —  | —  | —  |
| 1995                                                                            | The Spider's Lullabye - Lançamento: 6 de junho - Gravadora: Metal Blade - Formato: CD, CS, LP      | —   | —  | 31 | —  |
| 1996                                                                            | The Graveyard - Lançamento: 1 de outubro - Gravadora: Metal Blade - Formato: CD, CS, LP            | —   | —  | 23 | —  |
| 1998                                                                            | Voodoo - Lançamento: 24 de fevereiro - Gravadora: Metal Blade - Formato: CD, CS, LP                | —   | —  | 27 | 55 |
| 2000                                                                            | House of God - Lançamento: 20 de junho - Gravadora: Metal Blade - Formato: CD, CS, LP              | —   | 60 | —  | —  |
| 2002                                                                            | Abigail II: The Revenge - Lançamento: 29 de janeiro - Gravadora: Metal Blade - Formato: CD, CS, LP | —   | 42 | 24 | —  |
| 2003                                                                            | The Puppet Master - Lançamento: 21 de outubro - Gravadora: Metal Blade - Formato: CD, LP           | —   | 36 | —  | —  |
| 2007                                                                            | Give Me Your Soul...Please - Lançamento: 26 de junho - Gravadora: Metal Blade - Formato: CD, LP    | 174 | 28 | 25 | —  |
| "—" denotes releases that did not chart or were not Lançamento in that country. | |     |    |    |    |

### Álbuns ao vivo
| Ano  | Detalhes                                                                                            |
| ---- | --------------------------------------------------------------------------------------------------- |
| 1990 | In Concert 1987: Abigail - Lançamento: 7 de dezembro - Gravadora: Roadrunner - Formatos: CD, CS, LP |
| 2004 | Deadly Lullabyes: Live - Lançamento: 21 de setembro - Gravadora: Metal Blade - Formatos: CD         |

### Coletâneas
| Ano  | Detalhes                                                                                                 |
| ---- | --- |
| 1992 | A Dangerous Meeting - Lançamento: 6 de outubro - Gravadora: Roadrunner - Formato: CD, CS, LP             |
| 2001 | 20 Years Ago – A Night of Rehearsals - Lançamento: 6 de fevereiro - Gravadora: Metal Blade - Formato: CD |
| 2001 | Nightmare in the Nineties - Lançamento: 6 de março - Gravadora: Metal Blade - Formato: CD                |
| 2001 | Decade of Horror - Lançamento: 25 de maio - Gravadora: Metal Blade - Formato: CD, LP                     |
| 2003 | The Best of King Diamond - Lançamento: 15 de setembro - Gravadora: Roadrunner - Formato: CD              |

## Extended plays
| Ano  | Detalhes                                                                                  |
| ---- | ----------------------------------------------------------------------------------------- |
| 1988 | The Dark Sides - Lançamento: 1 de novembro - Gravadora: Roadrunner - Formatos: CD, CS, LP |
| 1999 | Collector's Item - Lançamento: 1999 - Gravadora: Metal Blade - Formatos: CD, LP           |

## Singles
| Ano  | Detalhes                                                                                                 |
| ---- | --- |
| 1985 | "No Presents for Christmas" - Lançamento: 25 de dezembro - Album: Fatal Portrait - Gravadora: Roadrunner |
| 1986 | "Halloween" - Lançamento: 6 de junho - Album: Fatal Portrait - Gravadora: Roadrunner                     |
| 1987 | "The Family Ghost" - Lançamento: 1 de julho - Album: Abigail - Gravadora: Roadrunner                     |
| 1988 | "Welcome Home" - Lançamento: 1988 - Album: "Them" - Gravadora: Roadrunner                                |
| 1988 | "It is Time for Tea" - Lançamento: 1988 - Album: "Them" - Gravadora: Roadrunner                          |
| 1990 | "Eye of the Witch" - Lançamento: 1990 - Album: The Eye - Gravadora: Roadrunner                           |

## Videoclipes
| Ano  | Título              | Diretor      |
| ---- | ------------------- | ------------ |
| 1987 | "The Family Ghost"  | Desconhecido |
| 1988 | "Welcome Home"      | Desconhecido |
| 1989 | "Sleepless Nights"  | Desconhecido |
| 2008 | "Give Me Your Soul" | Desconhecido |

## Discografia com Mercyful Fate
- Discografia de Mercyful Fate

## Discografia com outras bandas

### com Black Rose
- King Diamond & Black Rose 20 Years Ago (A Night of Rehearsal) (Demo - 2001)

### com Brats
- Demo (1981)

### com Danger Zone
- Demo (1981)
- Demo II (1982)

## Páginas externas
- «Sítio oficial»